# Cantharellus luteopunctatus
Cantharellus luteopunctatus är en svampart som först beskrevs av Beeli, och fick sitt nu gällande namn av Paul Heinemann 1958. Cantharellus luteopunctatus ingår i släktet Cantharellus och familjen kantareller.   Inga underarter finns listade i Catalogue of Life.